# Careproctus canus
Careproctus canus är en fiskart som beskrevs av Kido, 1985. Careproctus canus ingår i släktet Careproctus och familjen Liparidae. Inga underarter finns listade.